# Tambre (Itália)
Tambre é uma comuna italiana da região do Vêneto, província de Belluno, com cerca de 1.521 habitantes. Estende-se por uma área de 45 km², tendo uma densidade populacional de 34 hab/km². Faz fronteira com Aviano (PN), Barcis (PN), Budoia (PN), Caneva (PN), Chies d'Alpago, Farra d'Alpago, Fregona (TV), Polcenigo (PN), Puos d'Alpago.

## Demografia
| Variação demográfica do município entre 1861 e 2011                               |
|                                                                                   |
| Fonte: Istituto Nazionale di Statistica (ISTAT) - Elaboração gráfica da Wikipedia |